# 佐藤史生
佐藤史生（日语：／ Satō Shio，1952年12月6日—2010年4月4日），日本漫畫家，本名佐藤ちよ子，後24年組之一。

## 經歷
宮城縣登米市出身。1977年以〈恋は味なもの!?〉於《別冊少女コミック》出道。擅長科幻與奇幻題材，代表作有《夢みる惑星》、《ワン・ゼロ》。
2010年4月4日因腦瘤病逝，享年57歳。訃聞由友人坂田靖子在網站上宣布，遺留的原稿由其最早的朋友保管。

## 筆名
筆名為「砂糖・鹽」的諧音，是佐藤擔任竹宮惠子助手時，聽到竹宮提起「Salty Sugar」所得到的靈感。